# Filme Z
Esse artigo é sobre um estilo de filme. Para outros significados para Trash veja a página de desambiguação.
Um filme Z são filmes de baixo orçamento que são feitos com os custos e com uma qualidade inferior aos filmes B.

## Filmes famosos
- O Vingador Tóxico
- Plano 9 do Espaço Sideral
- Troll 2 [2]
- Trash - Náusea Total
- Fome Animal
- Evil Dead 2
- Manos: The Hands of Fate [3]
- Papai Noel Conquista os Marcianos [4]
- Birdemic: Shock and Terror [5]
- Night Killer [6]
- Re-Animator
- Cinderela Baiana [7]
- Arraste-Me para o Inferno

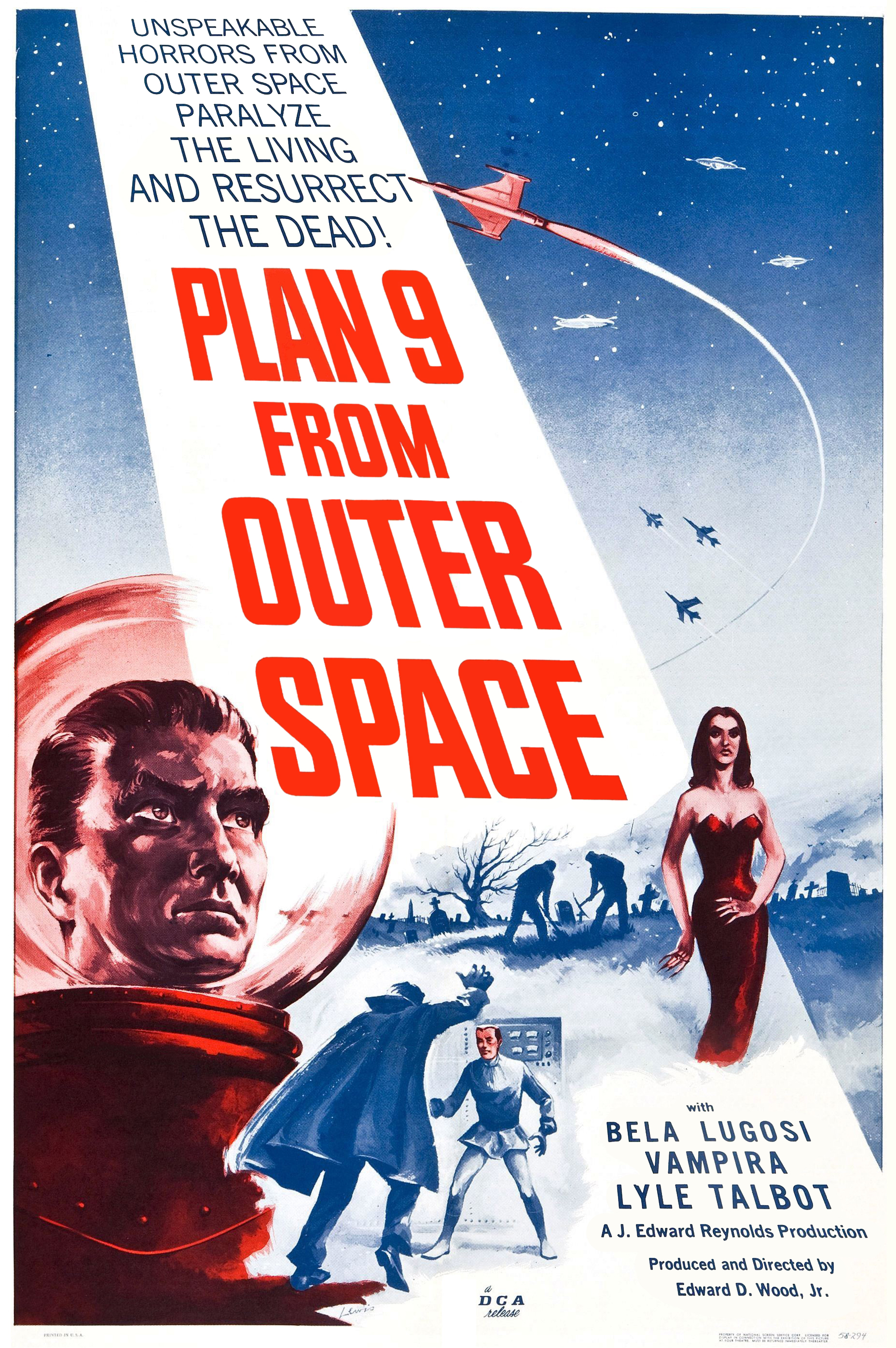
Plano 9 do Espaço Sideral de 1959: considerado o "pior filme já feito", dirigido por Ed Wood, tido como o "pior diretor da história."

- Palhaços Assassinos do Espaço Sideral
- O Ataque dos Tomates Assassinos
- Evil Dead
- O Ataque dos Vermes Malditos
- O Monstro do Armário
- Piranha 3D
- Carnossauro
- Piranha
- Planeta Terror
- Machete
- Banquete no Inferno
- Pink Flamingos
- Female Trouble
- Viver Desesperado.
- Sharknado
- Black Wake
- Rubber
- A Semente da Maldição
- A Geladeira Assassina

## Videografia
- "Tão ruim que é bom" - Cinema trash e filmes B, C e Z., Waldemar Dalenogare[8]